# Tip-Tap (singolo)
Tip-Tap è un singolo del rapper Zoda, pubblicato il 5 novembre 2021.

## Tracce
Testi di Daniele Sodano, musiche di Santo.
1. Tip-Tap – 2:36